# 한국근대문학관
한국근대문학관은 인천광역시에 위치하고 있는 박물관으로, 구한말부터 1980년대까지의 대한민국 문학사와 문학집, 출판물 등을 보관, 전시하고 있다. 박물관 자체는 일제강점기 때 지어진 건물들을 철거, 증축, 보수하여 현재의 박물관 건물 구조가 형성되었다. 현재 한국근대박물관에는 이상, 한용운, 김동인, 최남선 등의 작품집을 전시하고 있으며, 일부는 직접 체험할 수 있게 만들었다.

## 사진

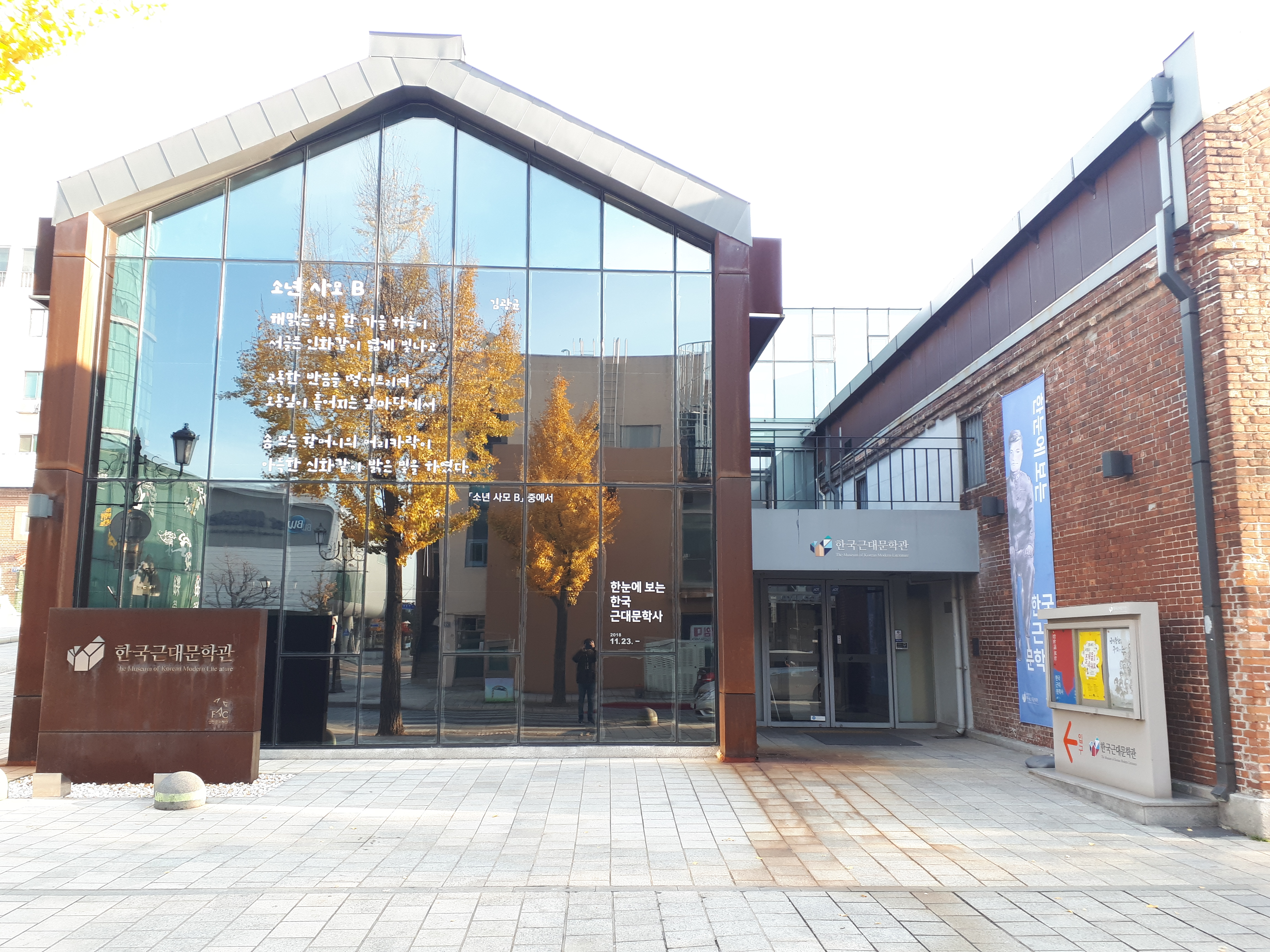
입구